# Profileur de vents

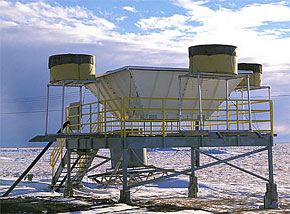
Profileur de vents de 915 MHz aux États-Unis d'Amérique (la boîte centrale), entouré des haut-parleurs du RASS

Un profileur de vents est un type de radar monté verticalement utilisé en météorologie pour mesurer la direction et la vitesse des vents. Un tel appareil est souvent muni d'un RASS (Radio-Acoustic Sounding System), un système de sondage radio-acoustique de l'atmosphère, pour estimer la température dans la basse troposphère. 

## Principe de fonctionnement
Un profileur de vents est un radar Doppler à très grande résolution (typiquement 100 à 200 m à la verticale et moins de 100 m à l’horizontale) pointant verticalement. Il note la variation de l’indice de réfraction de l’air selon la théorie de la diffusion de Bragg (Loi de Bragg). Cette variation est due aux turbulences de l’air en mouvement par la variation de sa densité. Lorsque l’indice change sur une distance qui correspond à la moitié de la longueur d’onde du radar utilisé, il y a un retour constructif entre les ondes revenant des zones de variation successives. 

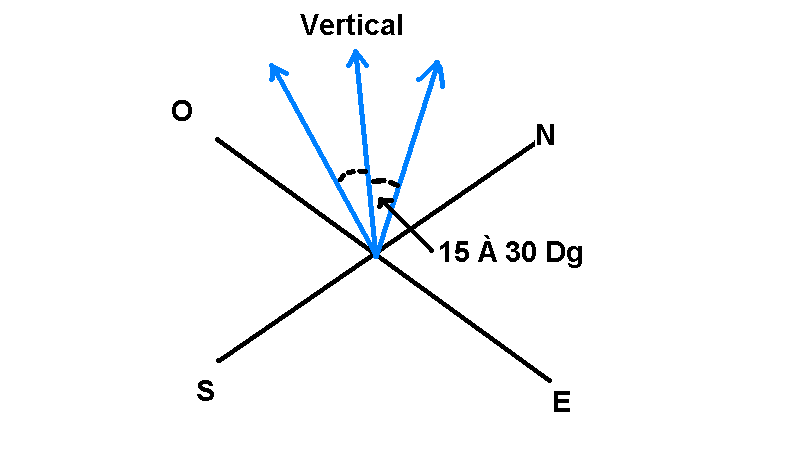
Les trois axes de prises de données

Cette distance de variation est typiquement de l’ordre de quelques centimètres à quelques mètres ce qui fait qu’on utilisera une longueur d’onde de cet ordre de grandeur. Il s’agit là du même spectre que pour les radars météorologiques et donc on suit également avec les profileurs, des cibles telles que la pluie, la neige, les insectes, les oiseaux et même parfois les avions. Il faut donc filtrer ces cibles du signal désiré pour pouvoir estimer le vrai déplacement de l’air. 

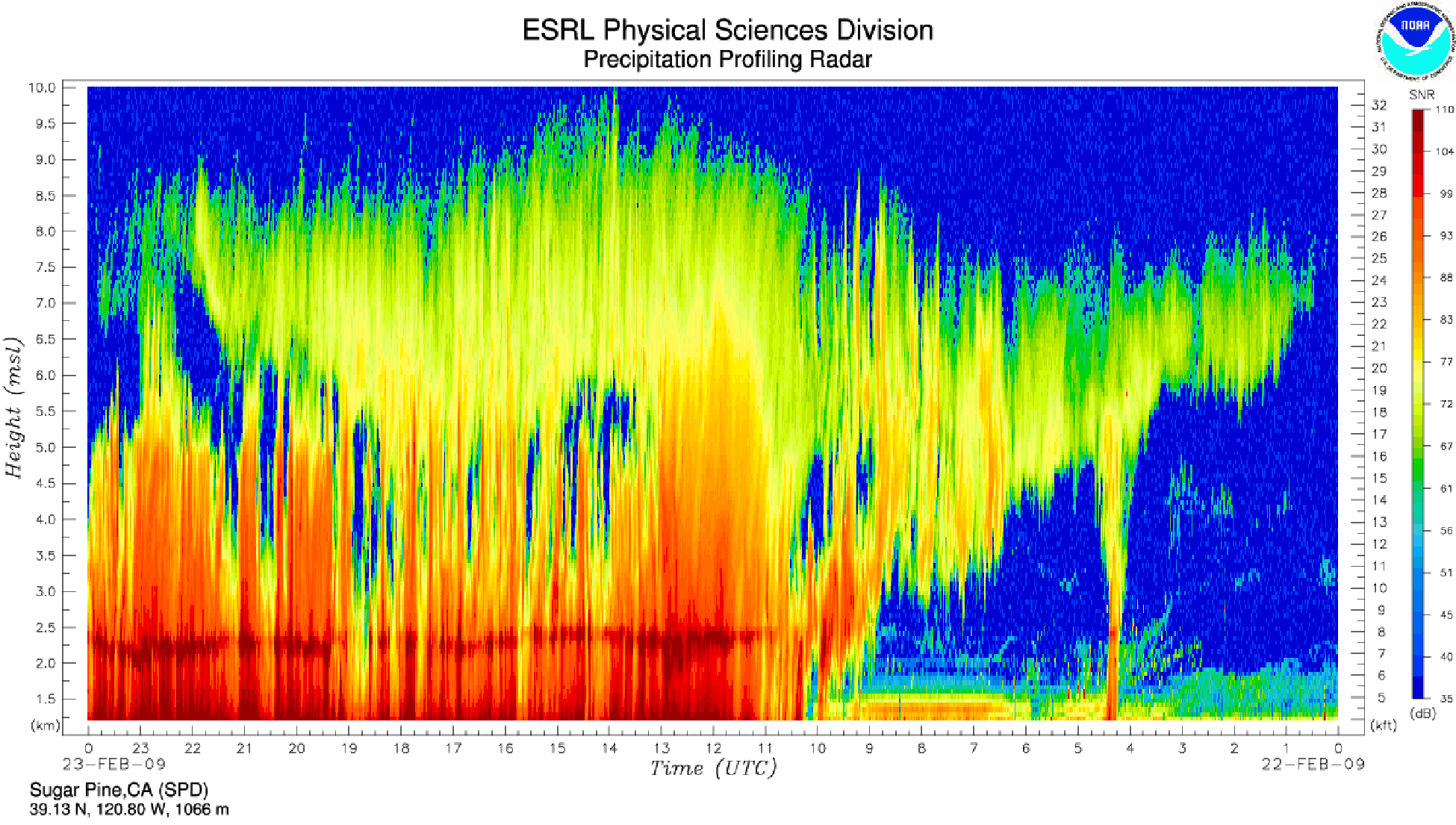
Données de réflectivité sur un profileur de vent.

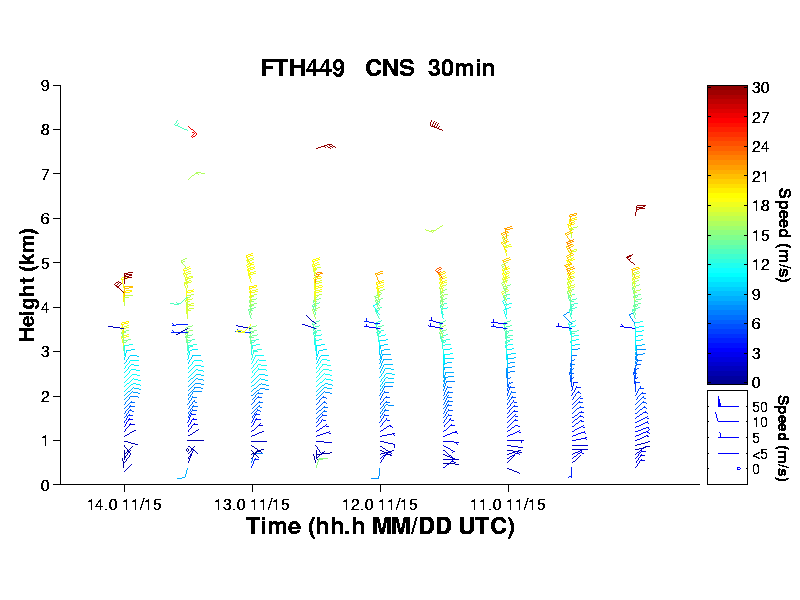
Données de vent horizontal en barbules.

Pour mesurer le vent horizontal, le radar est dirigé dans deux directions orthogonales l’une de l’autre à un certain angle du zénith. Par exemple, on analyse le changement Doppler des échos émis par le radar en direction nord à 30 degrés de la verticale et ensuite vers l’est pour trouver les composantes de la vitesse dans ces directions. Ensuite, on trouve la vitesse de l’air selon la verticale en pointant vers le zénith. On combine les trois composantes ainsi trouvées dans l’équation de continuité de masse pour obtenir le vent total et donc sa composante horizontale.
Accessoirement, on obtient la réflectivité des hydrométéores à grande résolution et leur vitesse de chute. Cela donne une information complémentaire à celle de tout radar météorologique voisin. En effet, ce dernier a moins de résolution mais couvre une très grande région et ne voit pas la composante verticale de vitesses des particules, puisqu'il sonde horizontalement.
Les profileurs de vents opèrent dans une large gamme de longueurs d’onde. La couche entre le sol, où la friction freine le déplacement de l’air, et la hauteur où cette dernière devient négligeable est appelée la couche limite planétaire (CLP). Elle est de l’ordre de moins de 3 kilomètres en général. Dans cette couche, les gradients de température et d’humidité sont grands et nécessitent une faible longueur d’onde. Les profileurs UHF (30 à 40 cm) sont donc utilisés pour cette étude. Ils sont compacts et peuvent être déplacés facilement : ils sont souvent utilisés pour des campagnes de prises de données.
Les profileurs VHF (1 à 10 m) sont sensibles à des gradients de températures variant sur de plus grandes distances, donc au-dessus de la couche limite. Ils vont être utilisés pour le sondage de l’atmosphère de 2 à 16 km au-dessus du sol. Selon la longueur d’onde, leurs dimensions varient. Plus la longueur d'onde est grande plus l’antenne le sera (une longueur d'onde d'un mètre nécessite une antenne de 10 x 10 m, une de 6 à 10 m équivaut à la dimension d’un terrain de football) avec la même résolution.
En France, les services de Météo France sont autorisés par l'ANFR à utiliser les bandes de fréquences suivantes pour les radars profileurs de vent : 45,00 à 68,00 MHz ; 900,00 à 1 400,00 MHz et 35,20 à 36,00 GHz. Il existe aussi quelques radars profileurs de vent dans la bande des 72 MHz en accord avec EDF (les services d'intervention d'EDF utilisent la bande 72,5250 à 73,1125 MHz pour leurs radiocommunications).